# Медолюб-шилодзьоб
Медолюб-шилодзьоб (Acanthorhynchus) — рід горобцеподібних птахів родини медолюбових (Meliphagidae). Містить 2 види, що поширені в Австралії.

## Види
- Медолюб-шилодзьоб західний (Acanthorhynchus superciliosus)
- Медолюб-шилодзьоб східний (Acanthorhynchus tenuirostris)